# Cyklopentenon
2-Cyklopentenon je organická sloučenina se vzorcem (CH2)2(CH)2CO, nenasycený cyklický keton, izomer méně rozšířeného 3-cyklopentenonu.
Cyklopentenonové funkční skupiny jsou obsažené v mnoha přírodních látkách, jako jsou jasmon, aflatoxiny, a prostaglandiny.

## Příprava a výroba
2-Cyklopentenony lze získat několika způsoby, například eliminacemi α-brom-cyklopentanonů pomocí uhličitanu lithného nebo z nenasycených diesterů kaskádami složenými z Claisenovy kondenzace, dekarboxylace, a izomerizace.
Cyklopentenony vznikají také kysele katalyzovanými dehydratacemi cyklopentandiolů.
Dalšími možnostmi přípravy cyklopentenonů jsou Nazarovova cyklizace divinylketonů, Saegusova–Itoova oxidace cyklopentanonů, metateze s uzavíráním kruhů (z dienů), oxidace odpovídajících cyklických allylalkoholů, a Pausonovy–Khandovy reakce alkenů, alkynů, a oxidu uhelnatého.

## Reakce
Jako i další enony vstupuje 2-cyklopentenon do reakcí obvyklých pro α-β nenasycené ketony, jako jsou nukleofilní konjugované adice, Baylisova–Hillmanova reakce, a Michaelova reakce. Cyklopentenon je také velmi dobrým dienofilem pro Dielsovy–Alderovy reakce; například reakcí s Danishefského dienem byl získán tricyklický produkt, dalšími reakcemi přeměněný na koriolin.

## Výskyt
Cyklopentenon byl izolován z vepřových jater vařených v tlakovém hrnci, pomocí současné destilace s vodní parou a kapalinové extrakce.